# Podoprionella norvegica
Podoprionella norvegica is een vlokreeftensoort uit de familie van de Opisidae. De wetenschappelijke naam van de soort is voor het eerst geldig gepubliceerd in 1895 door Sars.